# Bloc national (Tunisie)
Pour les articles homonymes, voir Bloc national.
Le Bloc national est un groupe parlementaire tunisien formé en 2020 lors de la IIe législature de l'Assemblée des représentants du peuple, à la suite de la démission de onze députés du groupe parlementaire Au cœur de la Tunisie par neuf d'entre eux.

## Effectifs
| Année | Nom           | Députés | % du total | Président         | Vice-président |
| ----- | ------------- | ------- | ---------- | ----------------- | -------------- |
| 2020  | Bloc national | 11      | 5,07       | Ridha Charfeddine |                |

## Députés
| Nom                    | Parti/Liste | Parti/Liste  | Circonscription                  |
| ---------------------- | ----------- | ------------ | -------------------------------- |
| Ridha Charfeddine      |             | Indépendant  | Circonscription de Sousse        |
| Mabrouk Korchid        |             | Indépendant  | Circonscription de Médenine      |
| Amira Charfeddine      |             | Indépendante | Circonscription de Mahdia        |
| Khaled Gassouma        |             | Indépendant  | Circonscription de Ben Arous     |
| Samira Baizik Slama    |             | Indépendante | Circonscription de Sousse        |
| Safa Ghribi            |             | Indépendante | Deuxième circonscription de Sfax |
| Imed Ouled Jebril      |             | Indépendant  | Circonscription de Mahdia        |
| Mohamed Mourad Hamzoui |             | Indépendant  | Circonscription du Kef           |
| Faker Chouikhi         |             | Indépendant  | Circonscription de Médenine      |